# Rhytidoponera anceps
Rhytidoponera anceps is een mierensoort uit de onderfamilie van de Ectatomminae. De wetenschappelijke naam van de soort is voor het eerst geldig gepubliceerd in 1898 door Emery.